# Chiến dịch đả hổ diệt ruồi

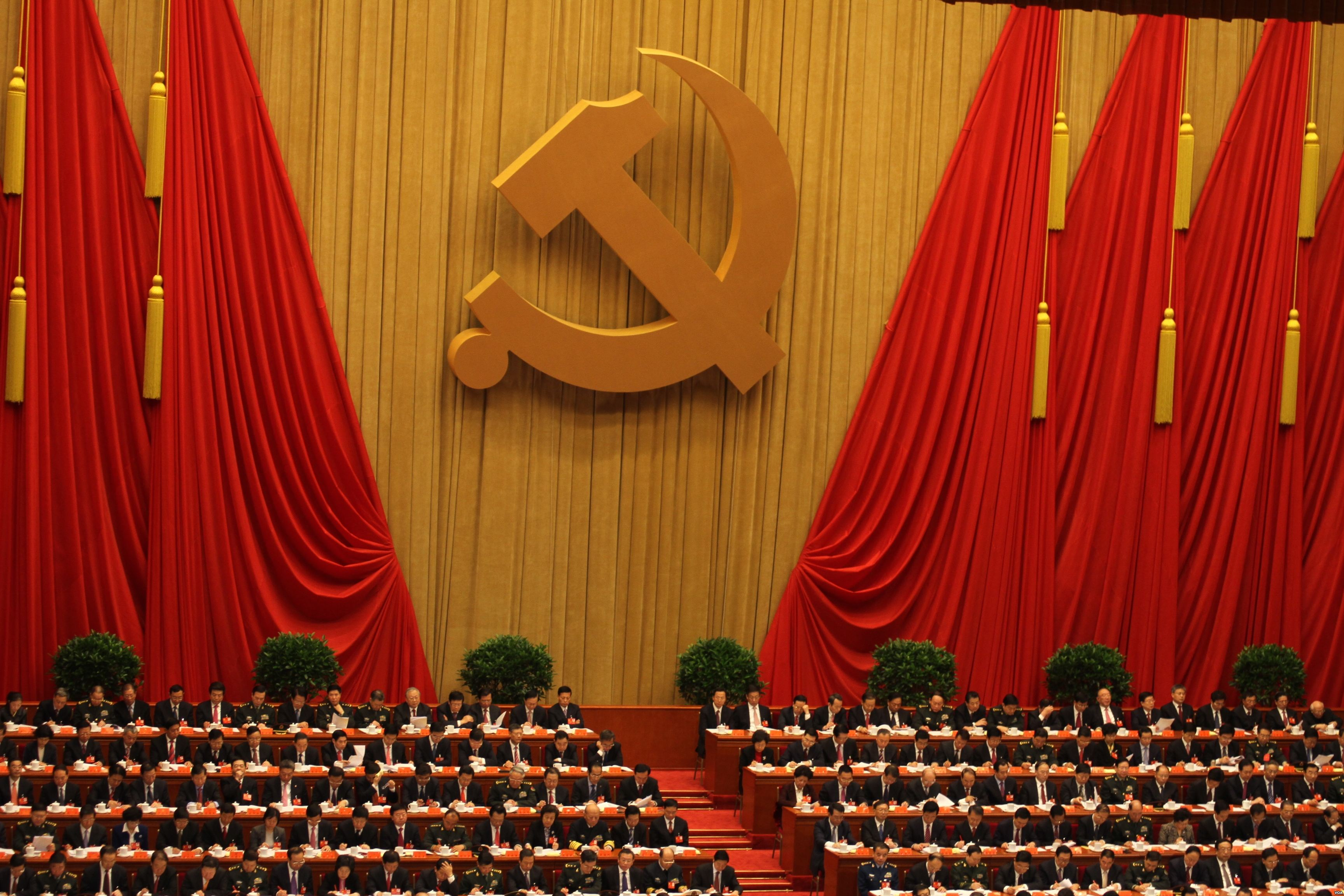
Một chiến dịch chống tham nhũng chưa từng có đã bắt đầu sau khi Đại hội Đảng Cộng sản Trung Quốc lần thứ XVIII kết thúc tại Bắc Kinh vào tháng 11 năm 2012.

Một chiến dịch chống tham nhũng sâu rộng đã bắt đầu ở Trung Quốc sau khi kết thúc Đại hội toàn quốc lần thứ 18 của Đảng Cộng sản Trung Quốc (ĐCSTQ) vào năm 2012. Chiến dịch này, được tiến hành dưới sự bảo trợ của Tập Cận Bình, Tổng Bí thư Đảng Cộng sản Trung Quốc, là nỗ lực chống tham nhũng có tổ chức lớn nhất trong lịch sử cầm quyền của ĐCSTQ tại Trung Quốc.
Khi nhậm chức, Tập Cận Bình đã thề sẽ trấn áp "hổ và ruồi", tức là cả các quan chức cấp cao và công chức địa phương. Hầu hết các quan chức bị điều tra đều bị cách chức và phải đối mặt với cáo buộc nhận hối lộ và lạm dụng quyền lực, mặc dù phạm vi các hành vi lạm dụng bị cáo buộc rất khác nhau. Chiến dịch đã 'bắt giữ' hơn 120 quan chức cấp cao, bao gồm khoảng một chục sĩ quan quân đội cấp cao, một số giám đốc điều hành cấp cao của doanh nghiệp nhà nước và năm lãnh đạo quốc gia. Tính đến năm 2023, có khoảng 2,3 triệu quan chức chính phủ đã bị truy tố.(tr129) Chiến dịch này là một phần của chiến dịch rộng lớn hơn nhiều nhằm xóa bỏ tham nhũng trong hàng ngũ đảng và củng cố sự đoàn kết của đảng. Nó đã trở thành một đặc điểm mang tính biểu tượng cho thương hiệu chính trị của Tập Cận Bình.
— Tập Cận Bình,  "Quyền lực phải bị "giới hạn" bởi hệ thống", Qiushi, 22 tháng 1 năm 2013, 
Được thực hiện phần lớn dưới sự chỉ đạo của Ủy ban Kiểm tra Kỷ luật Trung ương Đảng Cộng sản Trung Quốc (CCDI) và Bí thư từ năm 2012 đến năm 2017, Vương Kỳ Sơn, cùng với các cơ quan quân sự và tư pháp tương ứng, chiến dịch này đáng chú ý vì liên lụy đến cả các nhà lãnh đạo cấp quốc gia đương nhiệm và trước đây, bao gồm cựu thành viên Ủy ban Thường vụ Bộ Chính trị (PSC) Chu Vĩnh Khang và cựu Phó chủ tịch Quân ủy Trung ương Trung Quốc (CMC) Từ Tài Hậu và Quách Bá Hùng. Những cuộc điều tra như vậy đã phá vỡ quy tắc bất thành văn liên quan đến 'miễn trừ hình sự PSC' (tiếng Trung: 刑不上常委, Không có thành viên Ủy ban thường trực nào có thể bị bỏ tù) vốn đã là chuẩn mực kể từ khi kết thúc Cách mạng Văn hóa.
Vào tháng 1 năm 2025, Chủ tịch Tập Cận Bình nhấn mạnh rằng tham nhũng vẫn là "mối đe dọa lớn nhất" đối với Đảng Cộng sản, nhấn mạnh cam kết của chính phủ trong việc giải quyết tình trạng tham nhũng ăn sâu.

## Trước đó

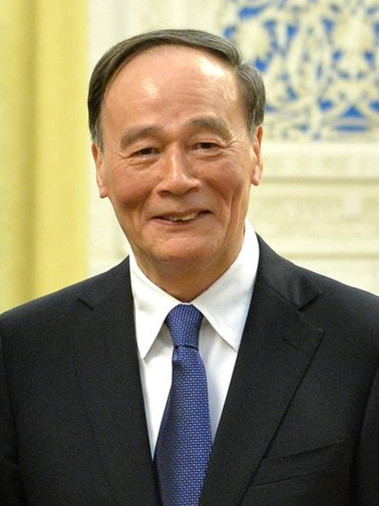
Vương Kỳ Sơn, người đứng đầu Ủy ban Kiểm tra Kỷ luật Trung ương lần thứ 18, cơ quan chống tham nhũng của Đảng

Cơ quan trực tiếp chịu trách nhiệm giám sát chiến dịch là Ủy ban Kiểm tra Kỷ luật Trung ương Đảng Cộng sản Trung Quốc (CCDI), vào thời điểm diễn ra chiến dịch, do Bí thư Vương Kỳ Sơn, một chính trị gia nổi tiếng với công tác trong lĩnh vực tài chính và là một trong bảy thành viên của Ủy ban Thường vụ Bộ Chính trị ĐCSTQ, đứng đầu. Vương phụ trách việc thực hiện chiến dịch hằng ngày. Nhiệm vụ chính thức của CCDI là thực thi kỷ luật đảng, chống tham nhũng và trừng phạt các đảng viên phạm tội. CCDI là cơ quan nội bộ của đảng và do đó không có thẩm quyền tư pháp. Nhìn chung, CCDI điều tra các quan chức và khi cần thiết, chuyển bằng chứng thu thập được cho các cơ quan tư pháp, chẳng hạn như Viện Kiểm sát Nhân dân Tối cao (phụ trách điều tra và truy tố), cơ quan này sẽ tiến hành buộc tội bị cáo về hành vi phạm tội hình sự và đưa vụ án ra xét xử.
Trong khi CCDI chính thức báo cáo với Đại hội Đảng, trên danh nghĩa là cơ quan đại diện cao nhất của đảng họp năm năm một lần và được coi là một cơ quan 'độc lập' theo quan điểm hiến pháp, trên thực tế, quyền giám sát cuối cùng đối với cơ quan này thuộc phạm vi của Tập Cận Bình với tư cách là Tổng Bí thư twuc là lãnh đạo). Tập, người cũng chỉ đạo các nỗ lực chống tham nhũng của quân đội thông qua việc giữ chức vụ Chủ tịch Quân ủy Trung ương (tức là tổng tư lệnh). Phần lớn các báo cáo về chiến dịch của các nguồn phương tiện truyền thông đều nhấn mạnh sự tham gia trực tiếp của Tập Cận Bình vào việc quản lý chiến dịch, điều này đã trở thành dấu ấn trung tâm trong nhiệm kỳ của ông. Tuy nhiên, các biện pháp kỷ luật chính thức áp dụng cho các quan chức cấp cao như cựu thành viên Bộ Chính trị phải được Bộ Chính trị đương nhiệm phê chuẩn.
Quyền lực chống tham nhũng được tập trung vào Ủy ban Thường vụ Bộ Chính trị ĐCSTQ bằng cách phá hoại chức năng ban đầu của Ủy ban Kiểm tra Kỷ luật địa phương. Việc điều phối các nỗ lực chống tham nhũng ở các tỉnh và doanh nghiệp nhà nước đã được thực hiện bởi "các đoàn kiểm tra trung ương" (中央巡视组), báo cáo với Nhóm lãnh đạo công tác thanh tra trung ương, giống như CCDI cũng do Vương Kỳ Sơn lãnh đạo. Các đoàn thanh tra thường được 'đóng quân' trong một vài tháng tại tổ chức mà họ được giao nhiệm vụ giám sát và chịu trách nhiệm kiểm toán toàn diện về hành vi của các viên chức và hoạt động của tổ chức. Các đoàn thanh tra gửi kết quả kiểm toán đến CCDI để ban hành các thủ tục điều tra chính thức như Shuanggui (việc thực hành giam giữ các đảng viên cá nhân để điều tra).
Những thay đổi hiến pháp được đề xuất công bố vào ngày 25 tháng 2 hình dung về việc thành lập một cơ quan nhà nước chống tham nhũng mới, sáp nhập Ủy ban Kiểm tra Kỷ luật Trung ương và nhiều cơ quan chống tham nhũng khác của chính phủ. Ủy ban Giám sát Quốc gia được thành lập như vậy sẽ là cơ quan giám sát cao nhất trong cả nước và sẽ là tổ chức cấp nội các có cấp bậc cao hơn tòa án và văn phòng công tố.

## Niên đại

### Bối cảnh

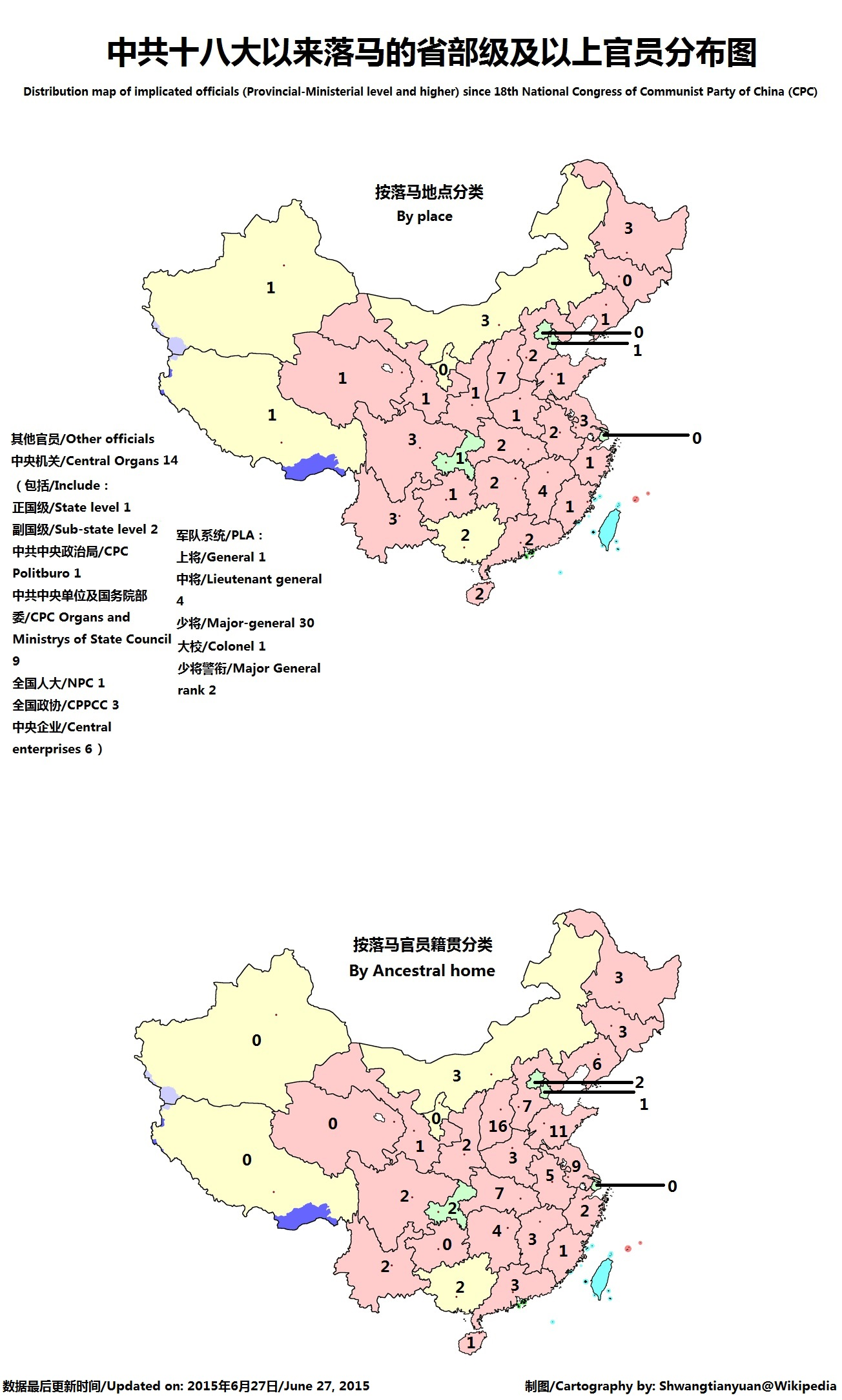
Bản đồ phân bố các quan chức liên đới (cấp Tỉnh-Bộ trưởng trở lên) kể từ Đại hội Đảng Cộng sản Trung Quốc lần thứ 18.

Các nỗ lực chống tham nhũng đã nằm trong chương trình nghị sự của các nhà lãnh đạo Trung Quốc kế tiếp, mặc dù hiệu quả của các chiến dịch này khác nhau. Kể từ khi cải cách kinh tế bắt đầu vào năm 1978, tham nhũng chính trị ở Trung Quốc đã tăng lên đáng kể. Các loại tội phạm khác nhau, mặc dù thường liên quan đến việc hối lộ để đổi lấy ân huệ chính trị, chẳng hạn như các doanh nghiệp địa phương cố gắng đảm bảo các hợp đồng lớn của chính phủ hoặc cấp dưới tìm cách thăng chức lên chức vụ cao hơn.
Tại Đại hội Đảng lần thứ 18, cả Tổng Bí thư sắp mãn nhiệm Hồ Cẩm Đào và nhà lãnh đạo đảng mới Tập Cận Bình đều nhiều lần nhấn mạnh rằng tham nhũng là mối đe dọa đối với sự tồn vong của đảng. Tập đã đặc biệt đề cập đến tham nhũng trong bài phát biểu nhậm chức Tổng Bí thư vào ngày 15 tháng 11 năm 2012. Trong những ngày đầu nhậm chức, Tập đã thề sẽ trấn áp "hổ và ruồi", tức là cả các quan chức cấp cao và công chức nhỏ. Ông cũng cảnh báo các đồng nghiệp của mình trong Bộ Chính trị rằng tham nhũng sẽ "hủy hoại đảng và nhà nước".
— Tập Cận Bình, "Tuân thủ kỷ luật và quy định", Qiushi, 13 tháng 1 năm 2015, 

### Kiểm tra khu vực đầu tiên
Đòn tấn công đầu tiên của chiến dịch này là việc sa thải đột ngột Phó Bí thư Đảng ủy Tứ Xuyên Lý Xuân Thành, diễn ra vào tháng 12 năm 2012, ngay sau khi Tập nhậm chức lãnh đạo ĐCSTQ. Đợt đầu tiên của các đoàn thanh tra trung ương đã được phái đi vào quý 3 năm 2013 đến nhiều tỉnh của Trung Quốc, bao gồm Giang Tây, Nội Mông, Trùng Khánh và Hồ Bắc. Một số ít quan chức cấp tỉnh đã bị điều tra tham nhũng và bị cách chức sau đợt thanh tra đầu tiên. Trong số các khu vực này, đoàn thanh tra phụ trách Giang Tây đã phát hiện ra tình trạng tham nhũng nghiêm trọng của các quan chức trong tỉnh, khiến khoảng một chục quan chức phải từ chức, bao gồm cả Phó Thống đốc Diêu Mộ Căn. Công tác thanh tra ở tỉnh Hồ Bắc cũng phát hiện khoảng chục vụ việc, trong đó có vụ việc của Phó Thống đốc Quách Du Minh. Ở Nội Mông, Trưởng ban Mặt trận Thống nhất khu vực của Đảng Vương Tố Nghi đã bị bắt giữ.

### 'Bao vây' Chu Vĩnh Khang

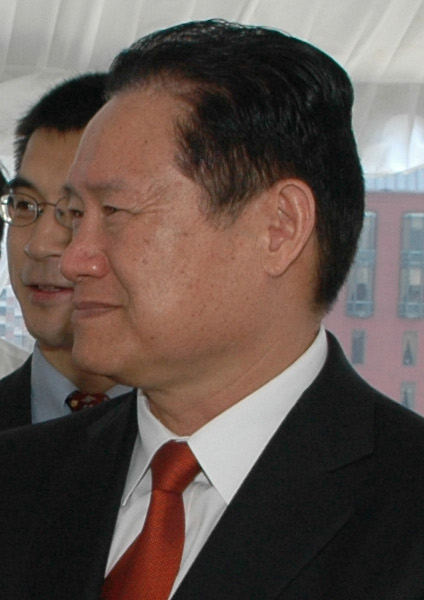
Chu Vĩnh Khang là thành viên đầu tiên
của Ban Thường vụ Bộ Chính trị Đảng Cộng sản Trung Quốc bị điều tra tham nhũng trong lịch sử

Trong khi đó, vào nửa cuối năm 2013, một hoạt động riêng biệt đã bắt đầu điều tra các quan chức có liên quan đến Chu Vĩnh Khang, cựu ủy viên Ủy ban Thường vụ Bộ Chính trị và là người đứng đầu an ninh quốc gia. Ba lĩnh vực mà Chu được biết là có ảnh hưởng to lớn đã bị nhắm mục tiêu điều tra, bao gồm ngành dầu khí quốc gia (nơi Chu từng là giám đốc điều hành), tỉnh Tứ Xuyên (nơi Chu từng là bí thư đảng), và các cơ quan an ninh (trước đây thuộc thẩm quyền của Ủy ban Chính trị và Pháp luật Trung ương, do Chu đứng đầu). Các quan chức cấp cao, chẳng hạn như cựu giám đốc điều hành Tập đoàn Dầu khí Trung Quốc Giang Khiết Mẫn, các quan chức cấp cao của Tứ Xuyên Lý Sùng Hy và Quách Vĩnh Tường, và cựu thứ trưởng bộ công an Lý Đông Sinh đều đã bị sa thải vào năm 2013. Nhiều cựu thư ký của Chu sau này được thăng chức, bao gồm Ký Văn Lâm, Đàm Lý, Thâm Định Thành và Lý Hoa Lâm, cũng đã bị bắt giữ để điều tra.
Sự sụp đổ của Giang Khiết Mẫn – người được coi là một người bạn thân thiết của Chu Vĩnh Khang và cũng là thành viên của Ủy ban Trung ương Đảng Cộng sản Trung Quốc – vào tháng 9 năm 2013 được coi là một dấu hiệu không thể nhầm lẫn rằng lưới đang dần khép lại đối với chính Chu. Vào ngày 15 tháng 12 năm 2013, The New York Times, trong một bài báo trên trang nhất, đã xác nhận rằng Chu Vĩnh Khang là mục tiêu cuối cùng của chiến dịch, và chỉ còn là vấn đề thời gian trước khi cuộc điều tra được công khai. Vào ngày 30 tháng 1 năm 2014, Caixin, một trang web của Trung Quốc nổi tiếng với các bài báo điều tra, đã phát hành một video và bài viết đi kèm có tựa đề "Ba 'găng tay trắng' của Chu Bân", nêu chi tiết các cáo buộc về hành vi sai trái của con trai Chu Vĩnh Khang, mà không đề cập trực tiếp đến ông Chu cấp cao như một biện pháp để lách luật kiểm duyệt.

### Vòng khu vực thứ hai và "địa chấn chính trị" Sơn Tây
Vào tháng 11 năm 2013, một đợt thanh tra thứ hai đã được phái đi. Các đoàn này đã được cử đến các tỉnh Sơn Tây, Cát Lâm, Vân Nam, An Huy, Hồ Nam và Quảng Đông, cũng như Tân Hoa Xã, Bộ Thương mại và công ty nhà nước giám sát việc xây dựng Đập Tam Hiệp. Tại Quảng Đông, các cuộc thanh tra đã dẫn đến sự sụp đổ đột ngột của bí thư đảng dân túy của thủ phủ tỉnh, Quảng Châu, Wan Qingliang. Tại Vân Nam, cựu bí thư đảng tỉnh Bái Ân Bồi và Phó Chủ tịch Thẩm Bồi Bình đã bị buộc tội tham nhũng và bị bắt giữ.
Tại Sơn Tây, một tỉnh sản xuất than ở miền trung Trung Quốc, đoàn thanh tra đồn trú đã phát hiện ra một mê cung tham nhũng đã thâm nhập vào hầu hết mọi khía cạnh của chính quyền trong tỉnh, đặc biệt là sự thông đồng giữa các chính trị gia địa phương và giới tinh hoa kinh doanh, phần lớn trong số họ điều hành các công ty than. Cuộc thanh tra ban đầu dẫn đến việc sa thải Phó Bí thư Đảng Tấn Đạo Minh, Phó Thống đốc Đỗ Sơn Tuyết và Lệnh Chính Sách, anh trai của trợ lý chủ tịch quyền lực trước đây Lệnh Kế Hoạch.
Vở kịch chính trị ở Sơn Tây diễn ra trong quý 3 năm 2014, khi tỉnh này trải qua một cuộc thanh trừng toàn diện đối với cơ sở chính trị của mình với sự hung dữ chưa từng thấy ở Trung Quốc thời hậu Mao. Từ ngày 23 đến ngày 29 tháng 8 năm 2014, bốn thành viên đương nhiệm của hội đồng quản lý cấp cao nhất của tỉnh, Ủy ban Thường vụ Đảng, đã bị sa thải liên tiếp, dẫn đến cái được gọi là "đại địa chấn chính trị Sơn Tây". Bí thư Tỉnh ủy Viên Thuần Thanh sau đó đột ngột bị chuyển khỏi chức vụ, khi chính quyền trung ương 'nhảy dù' bí thư đảng ủy Cát Lâm khi đó là Vương Nho Lâm để thay thế ông. Trong buổi công bố chuyển giao quyền lực tại tỉnh lị Thái Nguyên, ủy viên Ủy ban Thường vụ Bộ Chính trị Lưu Vân Sơn đã ngồi ở vị trí trung tâm khi các quan chức tổ chức đảng và các chính trị gia tỉnh đưa ra các động thái và trao đổi các tuyên bố chính trị bắt buộc để ổn định tỉnh và duy trì lòng trung thành không lay chuyển đối với trung tâm đảng.

### Sự sụp đổ của "Tứ Đại Hổ"
Trong khi công chúng đang chờ đợi tin tức về số phận của Chu Vĩnh Khang giữa những tin đồn dữ dội lan truyền trong nước và trên các phương tiện truyền thông quốc tế, vào ngày 30 tháng 6, một thông báo đến từ Bắc Kinh rằng Tướng Từ Tài Hậu, cựu ủy viên Bộ Chính trị và phó chủ tịch Quân ủy Trung ương từ năm 2004 đến năm 2013, đã bị khai trừ khỏi đảng vì nhận hối lộ để đổi lấy sự thăng chức, và phải đối mặt với việc truy tố hình sự. Chức vụ Phó chủ tịch CMC là chức vụ cao nhất mà một sĩ quan quân đội ở Trung Quốc nắm giữ, vì chức chủ tịch (tổng tư lệnh) thường do một người dân thường nắm giữ. Từ là sĩ quan Quân Giải phóng Nhân dân Trung Quốc cấp cao nhất từng bị buộc tội tham nhũng và là thành viên Bộ Chính trị đầu tiên bị điều tra vì tội tham nhũng kể từ khi sa thải cựu bí thư thành ủy Trùng Khánh Bạc Hy Lai. Không giống như sự tích tụ đều đặn của các suy đoán xung quanh vụ án Chu, thông báo về việc khai trừ Từ khỏi đảng được đưa ra mà không có bất kỳ cảnh báo rõ ràng nào. Các báo cáo sau đó xuất hiện rằng vị tướng 71 tuổi, người đang trải qua quá trình điều trị y tế cho bệnh ung thư bàng quang tại Bệnh viện 301 ở Bắc Kinh, đã được đưa khỏi giường bệnh vào tháng 3 năm 2014 để điều tra.

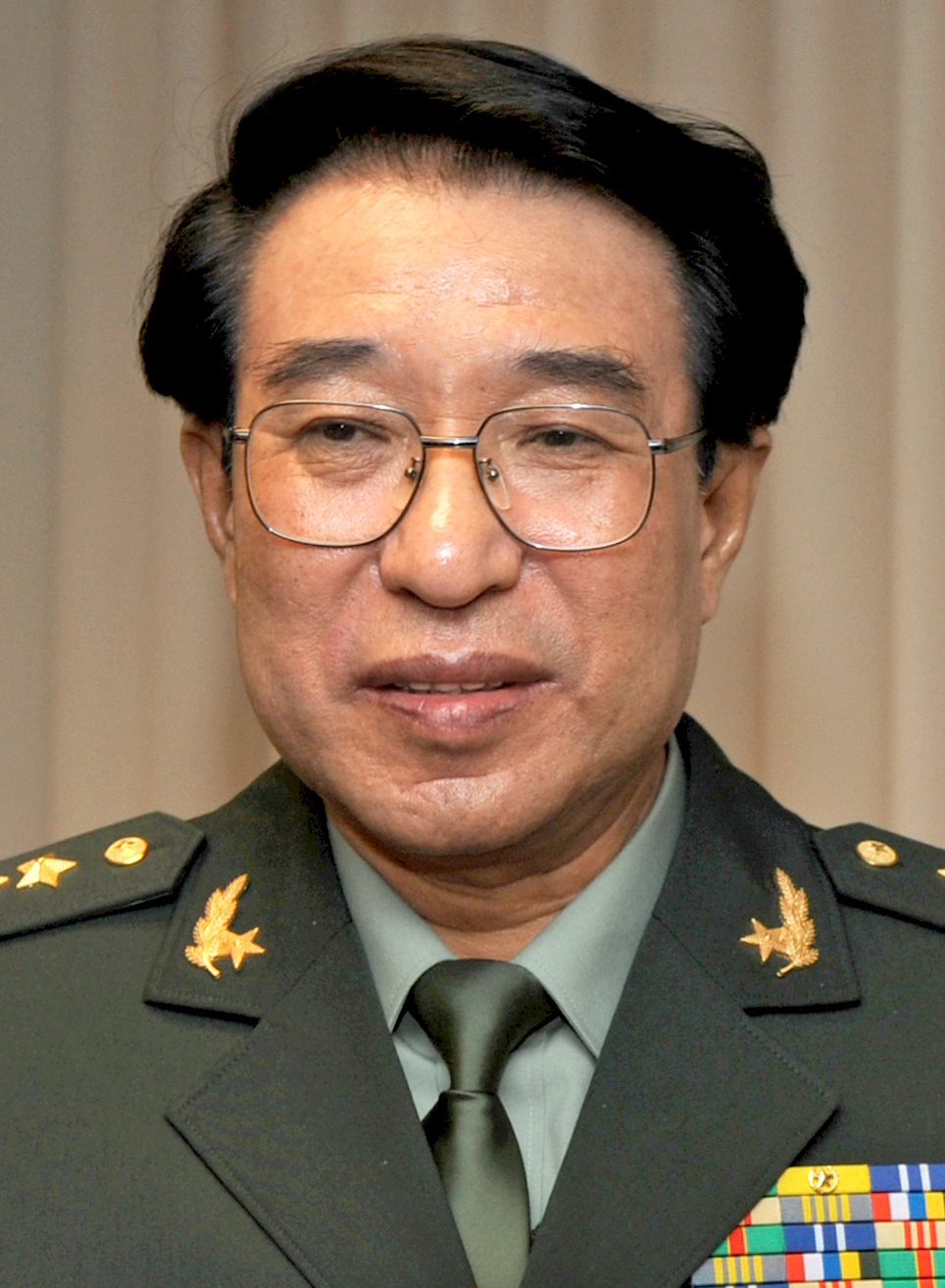
Tướng Từ Tài Hậu trở thành sĩ quan quân đội cấp cao nhất trong lịch sử Quân Giải phóng Nhân dân Trung Quốc bị điều tra tham nhũng.

Một tháng sau khi Từ Tài Hậu bị hạ bệ, vào ngày 30 tháng 7 năm 2014, phương tiện truyền thông nhà nước cuối cùng đã phá vỡ nhiều tháng im lặng về Chu Vĩnh Khang bằng một thông cáo báo chí nêu tên ông là đối tượng của một cuộc điều tra về "vi phạm kỷ luật nghiêm trọng". Bản tin ngắn gọn, được phát trên khắp các phương tiện truyền thông Trung Quốc, ám chỉ rằng Chu "không còn là đồng chí" nhưng không thảo luận về hành vi sai trái hình sự. Chu có thể đã bị quản thúc tại gia theo một hình thức nào đó từ lâu trước thông báo. Xác nhận chính thức rằng Chu đang bị điều tra khiến ông trở thành ủy viên Ban Thường vụ Bộ Chính trị đầu tiên bị mất uy tín kể từ khi Cách mạng Văn hóa kết thúc, và phá vỡ quy tắc bất thành văn về "quyền miễn trừ hình sự của Ủy ban Thường vụ Bộ Chính trị" đã trở thành chuẩn mực trong hơn ba thập kỷ. Hơn nữa, thật bất thường khi vụ án chống lại Chu được theo đuổi mặc dù ông đã nghỉ hưu vào năm 2012. Trước khi Tập lên nắm quyền, các vụ án tham nhũng thường nhắm vào các thành viên Bộ Chính trị đương nhiệm, chẳng hạn như Trần Hy Đồng, Trần Lương Vũ và Bạc Hy Lai. Chu sẽ chính thức bị khai trừ khỏi đảng vào tháng 12 năm 2014, sau khi Bộ Chính trị xem xét các phát hiện về vụ án của ông. Cuộc điều tra nội bộ kết luận rằng Chu đã lạm dụng quyền lực, duy trì quan hệ ngoài luồng với nhiều phụ nữ, nhận hối lộ lớn, đổi tiền và ân huệ lấy tình dục, và "tiết lộ bí mật nhà nước và bí mật của Đảng".
Quý IV năm 2014 chứng kiến một loạt quan chức khác bị bắt giữ để điều tra. Các thủ tục tố tụng hình sự cũng đã bắt đầu. Vào ngày 31 tháng 7, Vương Suyi bị kết án mười lăm năm tù vì tội hối lộ. Vào ngày 5 tháng 8, Đồng Minh Tiền bị kết tội trốn tránh nhiệm vụ trong vụ bê bối mua phiếu bầu và bị kết án năm năm tù. Vào tháng 9 năm 2014, phiên tòa xét xử cựu quan chức kinh tế Lưu Thiết Nam đã trở thành phiên tòa truyền hình cấp cao đầu tiên của chiến dịch. Trước ống kính, Liu đã rưng rưng nước mắt khi kể lại tội ác của mình và than thở rằng đã hủy hoại tương lai của con trai mình, người được cho là đồng lõa trong các hoạt động tham nhũng của ông.
Vào ngày 22 tháng 12 năm 2014, Lệnh Kế Hoạch, cựu trợ lý cấp cao của cựu tổng bí thư Đảng Hồ Cẩm Đào và là một ngôi sao chính trị có tham vọng bị dập tắt bởi cái chết bất ngờ của người con trai lái xe Ferrari của mình, cũng đã rơi vào lưới chống tham nhũng. Lệnh đang giữ chức vụ người đứng đầu Bộ Công tác Mặt trận Thống nhất của đảng vào thời điểm đó, và cũng là phó chủ tịch của Hội nghị Hiệp thương Chính trị Nhân dân Trung Quốc (CPPCC), một cơ quan tư vấn lập pháp. Lệnh xuất thân từ gia đình chính trị nổi tiếng Linghu ở Bình lục, Sơn Tây. Một số người thân của ông được báo cáo là đã bị điều tra bắt đầu từ quý 3 năm 2014, trong một 'chiến dịch bao vây' khác có vẻ giống với những gì đang xảy ra với Chu Vĩnh Khang. Sau đó, người ta cáo buộc rằng Ling đóng vai trò là một kẻ cầm đầu cho cái gọi là Hội Tây Sơn, một mạng lưới giống như tổ chức bí mật gồm các quan chức cấp cao từ tỉnh Sơn Tây.
Tô Vinh, 'con hổ lớn' thứ tư, lúc đó cũng là Phó chủ tịch CPPCC, đã bị 'lưới bắt' vào đầu năm, nhưng đã chính thức bị khai trừ khỏi đảng vào tháng 2 năm 2015. Tô được biết đến nhiều hơn với sự nghiệp lâu dài của mình với tư cách là bí thư đảng ở ba tỉnh của Trung Quốc, nhưng nhiệm kỳ của ông ở Giang Tây (2007–2013), nơi tham nhũng được cho là đã phát triển mạnh dưới sự giám sát của ông, được coi là lý do chính dẫn đến sự sụp đổ của ông.

## Hồ sơ khu vực
Một số tỉnh đã phải đối mặt với gánh nặng của chiến dịch chống tham nhũng: Quảng Đông, Sơn Tây, Tứ Xuyên và Giang Tô. Ngoài việc giải quyết nạn tham nhũng, chiến dịch này còn có tác dụng làm giảm tình trạng bè phái cục bộ và phân tích các mạng lưới bảo trợ-khách hàng cố hữu đã phát triển mạnh mẽ kể từ khi bắt đầu cải cách kinh tế vào những năm 1980. Tập Cận Bình đã tuyên bố trong các bài phát biểu của mình rằng tình trạng bè phái nội bộ có hại cho khả năng quản lý của Đảng như tham nhũng. Tính đến tháng 11 năm 2015, tất cả 31 đơn vị cấp tỉnh, bao gồm các thành phố như Bắc Kinh và Thượng Hải, vốn từng được coi là tương đối không có tham nhũng, đều đã chứng kiến ít nhất một quan chức cấp tỉnh bị điều tra về tội tham nhũng.

## Phân tích quan trọng
Phản ứng đối với chiến dịch này khá trái chiều. Người ta tin rằng chiến dịch này nhận được sự ủng hộ rộng rãi của hầu hết người dân Trung Quốc bình thường, nhưng cũng gây ra một số lo ngại trong cộng đồng pháp lý của đất nước. Phần lớn nội dung đưa tin của báo chí xung quanh chiến dịch đều đưa ra suy đoán về mục đích cũng như tác động về mặt chính trị và kinh tế của chiến dịch.
Theo nhà sử học và Hán học Vương Canh Vũ, Tập Cận Bình đã kế thừa một đảng chính trị đang phải đối mặt với nạn tham nhũng tràn lan và có nguy cơ sụp đổ. Tập Cận Bình và các nhà lãnh đạo thế hệ mới đặt mục tiêu xóa bỏ tham nhũng ở cấp cao hơn của ĐCSTQ vì họ tin rằng chỉ có đảng mới có khả năng cai trị Trung Quốc và sự sụp đổ của đảng sẽ là thảm họa đối với người dân Trung Quốc. Ông Vương nói thêm, "Rõ ràng Tập Cận Bình tin rằng chiến dịch chống tham nhũng của ông là rất quan trọng để có thể cứu Đảng."